# E. P. Sanders
Pour les articles homonymes, voir Sanders.
Ed Parish Sanders, connu sous le nom de E. P. Sanders, né le 18 avril 1937 et mort le 21 novembre 2022, est un théologien et bibliste américain, spécialiste du Nouveau Testament et figure majeure de la nouvelle perspective sur Paul. Il est professeur émérite à l’université Duke et membre de la British Academy.

## Biographie
E. P. Sanders est, dans la période 1970-2000, l'un des principaux représentants internationaux de la recherche historique contemporaine sur Jésus. Spécialiste du judaïsme antique et du christianisme des origines, il s'inscrit dans la « troisième phase », de la quête du Jésus historique, phase qui réintègre Jésus dans le contexte du judaïsme . À ce titre, il a notamment publié "Jésus et le judaïsme" (1985) et "Judaïsme: pratiques et croyances (63 av.JC- 66 ap. JC). E. P. Sanders a également consacré plusieurs ouvrages à Paul de Tarse. Gerd Theissen le cite parmi les historiens qui voient Jésus comme participant au renouveau spirituel au sein du judaïsme de son temps.
Il reçoit en 1990 le Grawemeyer Award dans la section « Religion ».

## Choix de publications
- Paul, the Law, and the Jewish People, Minneapolis, MN: Augsburg Fortress Publishers, 1983
- Jesus and Judaism, London: SCM Press, 1985
- The Question of Uniqueness in the Teaching of Jesus, London: University of London, 1990
- Jewish Law from Jesus to the Mishnah, London: SCM Press, 1990
- Paul, Oxford: Oxford Paperbacks, 1991
- Judaism: Practice and Belief, 63 BCE - 66 CE, London: SCM Press, 1992
- The Historical Figure of Jesus, London: Penguin Books, 1993
- Paul: A Very Short Introduction, Oxford: Oxford Paperbacks, 2001